# Vyhlídková věž (brněnské výstaviště)
Vyhlídková věž na brněnském výstavišti je funkcionalistická železobetonová stavba o výšce 45 metrů vybudovaná v období výstavby výstaviště v letech 1926–1928. Projekt věže vytvořil architekt Bohumír Čermák jakožto součást pavilonu G. Při rekonstrukci v letech 1957–1958 byl původní výtah nahrazen novým, vysokorychlostním, který však způsoboval závažná poškození nosné konstrukce, která začala deformovat celou stavbu, díky čemuž musela být stavba uzavřena pro veřejnost. Poté byl obvodový plášť oddělen od vnitřní konstrukce. Původní stav věže se navrátil až při rekonstrukci v roce 1996. Věž není pro návštěvníky přístupná.
Společně s celým areálem výstaviště je chráněna jako kulturní památka.